# Sing Sing (film, 2023)
Pour les articles homonymes, voir Sing Sing.
Pour plus de détails, voir Fiche technique et Distribution.
Sing Sing est un film dramatique américain réalisé par Greg Kwedar et sorti en 2023,.

## Fiche technique
Sauf indication contraire, les informations mentionnées dans cette section peuvent être confirmées par les bases de données cinématographiques IMDb et Allociné,  présentes dans la section « Liens externes ».
- Titre original : Sing Sing
- Réalisation : Greg Kwedar
- Scénario : Greg Kwedar, Clint Bentley, Clarence Maclin et John Divine G. Whitfield, d'après l'œuvre de Brent Buell et John H. Richardson
- Musique : Bryce Dessner
- Décors : Giedrė Žickytė
- Costumes : Desira Pesta
- Photographie : Patrick Scola
- Son : Sean McCormick
- Montage : Parker Laramie
- Production : Clint Bentley, Greg Kwedar et Monique Walton
  - Production déléguée : Colman Domingo, Nancy Schafer, Raúl Domingo, John Divine G. Whitfield, Teddy Schwarzman, Michael Heimler, Larry Kelly et Clarence Maclin
- Sociétés de production : Black Bear, Edith Productions et Marfa Peach Company
- Sociétés de distribution : Metropolitan Filmexport
- Pays de production :  États-Unis
- Langue originale : anglais
- Format : couleur
- Genre : Drame
- Durée : 107 minutes
- Dates de sortie :
  - Canada : 10 septembre 2023 (Toronto)
  - États-Unis :
    - 8 mars 2024 (South by Southwest)
    - 2 août 2024 (en salles)

  - France : 29 janvier 2025

## Distribution
- Colman Domingo : John Divine G. Whitfield
- Clarence Maclin : Clarence Divine Eye Maclin
- Sean San Jose : Mike Mike
- Jon-Adrian Velazquez : JJ
- Sean Dino Johnson : D Dan
- Paul Raci : Brent Buell
- Patrick Griffin : lui-même

## Distinctions

### Nominations
- Oscars 2025 : 
  - Meilleur acteur pour Colman Domingo
  - Meilleure chanson originale pour Like A Bird
  - Oscar du meilleur scénario adapté pour Clint Bentley, Greg Kwedar, Clarence Maclin et John Divine G Whitfield

### Récompenses
- Boston Society of Film Critics : Meilleure distribution
- Chicago Film Critics Association : Interprète le plus prometteur pour Clarence Maclin